# Franz Xaver Fieber

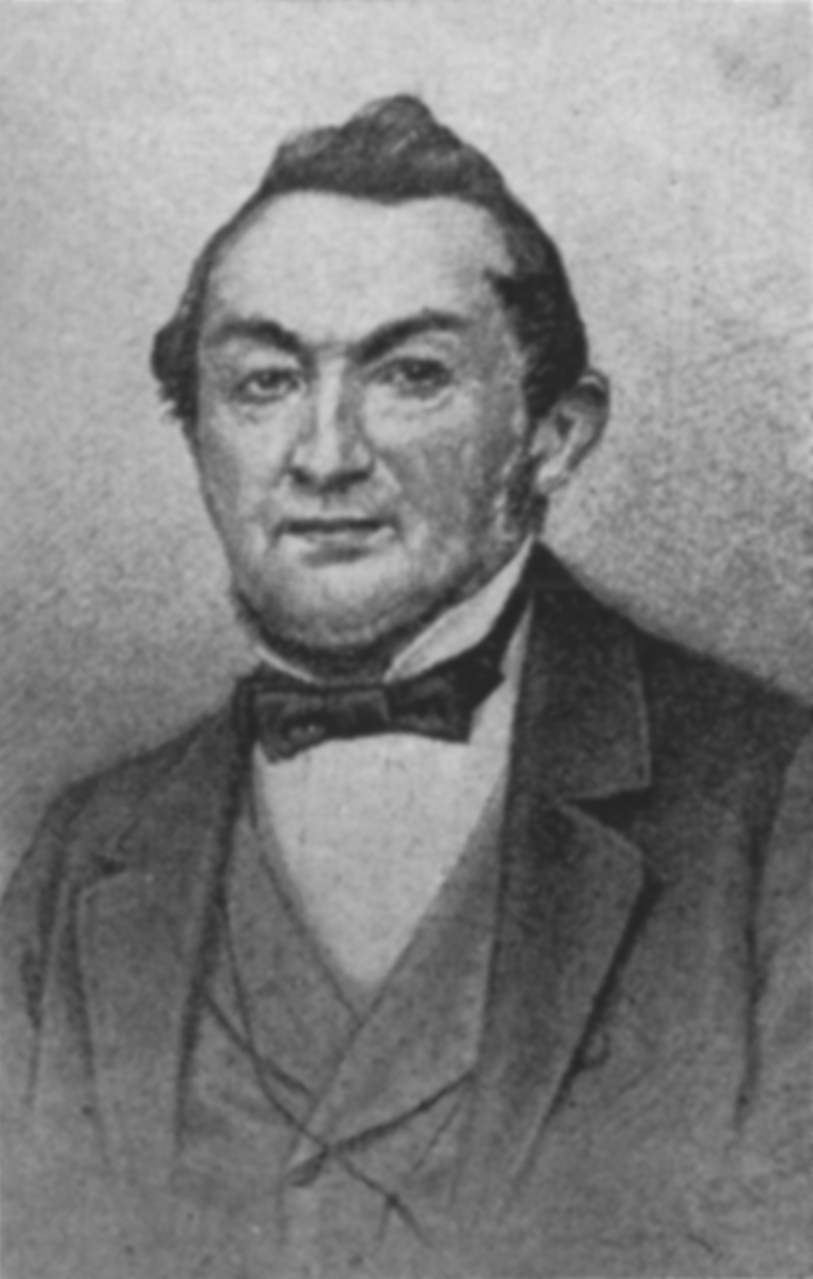
Franz Xaver Fieber

Franz Xaver Fieber (* 1. März 1807 in Prag; † 22. Februar 1872 in Chrudim (Böhmen)) war ein böhmischer, k. k. österreichischer Entomologe. Er zählte zu den international bedeutenden Entomologen des 19. Jahrhunderts, auf dessen Arbeit die moderne Entomologie basiert. Er war ab 1847 Mitglied der Deutschen Akademie der Naturforscher Leopoldina.
Sein botanisches Autorenkürzel lautet „Fieber“; früher war auch das Kürzel „Fieb.“ in Gebrauch.

## Leben
1824 bis 1828 studierte Fieber am polytechnischen Institut an der Universität in Prag und besuchte sowohl Vorlesungen über Ökonomie, Verwaltungswissenschaft und neue Sprache als auch über Zoologie und Botanik. Seine Laufbahn wurde durch den Einfluss der Naturwissenschaftler Karl und Jan Svatopluk Presl, Johann Christian Mikan (1769–1844), Ignaz Friedrich Tausch (1793–1848) und Vincenz Franz Kosteletzky (1801–1887) geprägt. Er gab seinen Beruf als Kameralist und Technologe auf, um sich den biologischen Studien zu widmen, wurde 1832 aber Beamter am Prager Appellationsgericht und später Kreisgerichtsdirektor in Chrudim.
Während seiner biologischen Laufbahn befasste sich Fieber anfangs mit der Botanik und illustrierte floristische Werke, unter anderem von Karl Presl, Jakob Sturm und Kaspar Maria von Sternberg. Ab 1832 befasste er sich zunehmend mit der Entomologie, insbesondere mit der Erforschung der „Halbflügler“ (heute Schnabelkerfe) und Geradflügler (heute Heuschrecken, Schaben, Fang- und Gespenstschrecken). Er promovierte 1848 in absentia unter Vorlage von fünf Veröffentlichungen und drei Manuskripten an der Philosophischen Fakultät in Jena. Sein Hauptwerk, Die europäischen Hemiptera. Halbflüger. (Rhynchota Heteroptera), in dem er unter anderem rund 200 Wanzenarten erstbeschrieb, erschien 1860; 1864, 1868 und 1870 erschienen dazu Nachträge. Seine Sammlung befindet sich heute am Muséum national d’histoire naturelle in Paris.

## Werke (Auswahl)
- 1851: Genera Hydrocoridum secundum ordinem naturalem in familias disposita. Abhandlungen der Königl. Böhmischen Gesellschaft der Wissenschaften, 5(7): 181–211 (zobodat.at [PDF]).
- 1858: Criterien zur generischen Theilung der Phytocoriden (Capsini aut.). Wiener entomologische Monatschrift, 2: 289–347 (zobodat.at [PDF], Fortsetzung und Schluss in zobodat.at [PDF]).
- 1860: Die europäischen Hemiptera. Halbflüger. (Rhynchota Heteroptera). 444 pp. Carl Gerold’s Sohn (Wien)